# Зубкова, Елена Андреевна
Елена Андреевна Зубкова (2 сентября 2001, Рязань) — российская футболистка, нападающая клуба «Рязань-ВДВ» и сборной России.

## Биография
Начала организованно заниматься футболом в 2015 году в клубе «Рязань-ВДВ», первый тренер — Мария Брылёва. Становилась победительницей юниорских соревнований первенства России по футболу и мини-футболу в зоне «Центр» в составе сборной Рязанской области.
С 2017 года выступала в первом дивизионе за молодёжный состав рязанского клуба. В первой команде своего клуба дебютировала 14 апреля 2019 года в матче высшей лиги против ижевского «Торпедо», заменив на 84-й минуте Елизавету Лазареву. В январе 2020 подписала первый профессиональный контракт с «Рязань-ВДВ». В первых двух сезонах сыграла только 5 матчей, во всех выходила на замены. С 2021 года стала играть более регулярно, в этом сезоне впервые вышла на поле в стартовом составе и забила первые голы в высшей лиге. В Суперлиге- 2022 стала игроком основы команды, приняв участие в 23 матчах и забив 1 гол. В розыгрыше Кубка России сыграла 2 матча, также забила 1 гол
В 2017 году сыграла два официальных матча за юниорскую сборную России (до 17 лет), также принимала участие в контрольных матчах против клубов.
В 2022 году получила вызов в молодежную сборную России (до 21 года). На сборах в Турции приняла участие в матче против местной команды "Антальяспор 1207". Выйдя на замену во втором тайме, забила 2 мяча, принеся победу национальной сборной. 
Начало чемпионата 2023 года выдалось для команды не лучшим образом. Лишь в 4-м туре "Рязань-ВДВ" одержала свою первую победу, а на счету Елены единственный и победный мяч в ворота красноярского "Енисея" 
Сезон Суперлиги-2023 складывается для рязанской команды таким образом, что по состоянию на 22 сентября 2023 года, команда идет на 6 месте в турнирной таблице, а на счету Елены 7 голов и 1 голевая передача в 18 матчах. В розыгрыше Кубка России в этом сезоне на счету Елены 2 игры и один забитый гол.
Своей результативной игрой она заслужила свой первый вызов в основную национальную сборную России. Первый матч за основную сборную России провела 1 июня 2024 года против сборной Уругвая.